# إلحاق
الإلحاق: وهو زيادة في مبنى الكلمة، دون زيادة في معناها؛ ويكون بحرف أو بحرفين. ويكون بإلحاق مثال بمثال، فيعامل معاملته في التّصريف. وشرطه اتحاد المصدرين. وقال السيوطي الإلحاق أن نبني مثلا من ذوات الثلاثة كلمة على بناء يكون رباعي الأصول؛ فتجعل كل حرف مقابل حرف. فتفي أصول الثلاثية؛ فتأتي بحرف زائد مقابل للحرف الرابع من الرباعي الأصول، فيسمى ذلك الحرف الذي زاد حرف الإلحاق. غرضه يكون في إقامة وزن في سجع أو نظم.
الإلحاق يكون في الأسماء، كإلحاق: «كوثر» بـ «جعفر»؛ وفي الأفعال كإلحاق: «سيطر» بـ «دحرج».

## أنواعه
وهو إمّا أن يكون مطّردًا يُقاس به كـ «شملل»، أو غير مطردٍ (وهو السّماعيّ) ولا يُقاس به كـ «جدول».

## حروفه
والإلحاق قد يكون بالتّضعيف كـ «جلبب» وأحرفه جميعها باستثناء الألف؛ وقد يكون بالزّيادة كـ «بيطر» وأحرفه هي المجموعة في قول «سألتمونيها» باستثناء أحرف المد (وأحرف المد الألف السّاكنة المفتوح ما قبلها، والواو السّاكنة المضموم ما قبلها، والياء السّاكنة المكسور ما قبلها).

## أماراته
أمّا في الأفعال: فإنّ أمارته بما حُصر من الأوزان. فيلحق بالرّباعيّ المجرد، وصيغه: (فعلل نحو: جلبب، وفوعل نحو: حوقل، فعول نحو: هرول، وفعيل نحو: سيطر، وفيعل نحو: شريَف، وفعنل نحو: قلنس، وفعلى نحو: سلقى، وفنعل نحو: سنبل). ويلحق بالرّباعيّ المزيد صيغتان: (أفعنلل نحو: اقعنسس، افعنلى نحو: اسلنقى).
وفي الأسماء: كلّ كلمة فيها زيادة لا تطّرد في إفادة معنى، وكانت موافقة لوزن من أوزان الاسم المجرد في حركاته وسكناته، فهي ملحقة به، إلّا ما كان مضعّف العين كـ «سلّم»، وإلّا ما كانت أحرف مد كـ «خاتم». وكلّ كلمة على خمسة أحرف: وفيها زيادة (حرف أو حرفان)، لا تطّرد في إفادة معنى، ووافقت أحد أوزان الاسم الخماسيّ المجرد في حركاته وسكناته، وإلّا ما كانت أحرف مد كـ «سرداح».